# Louis Ferdinand Elle der Jüngere

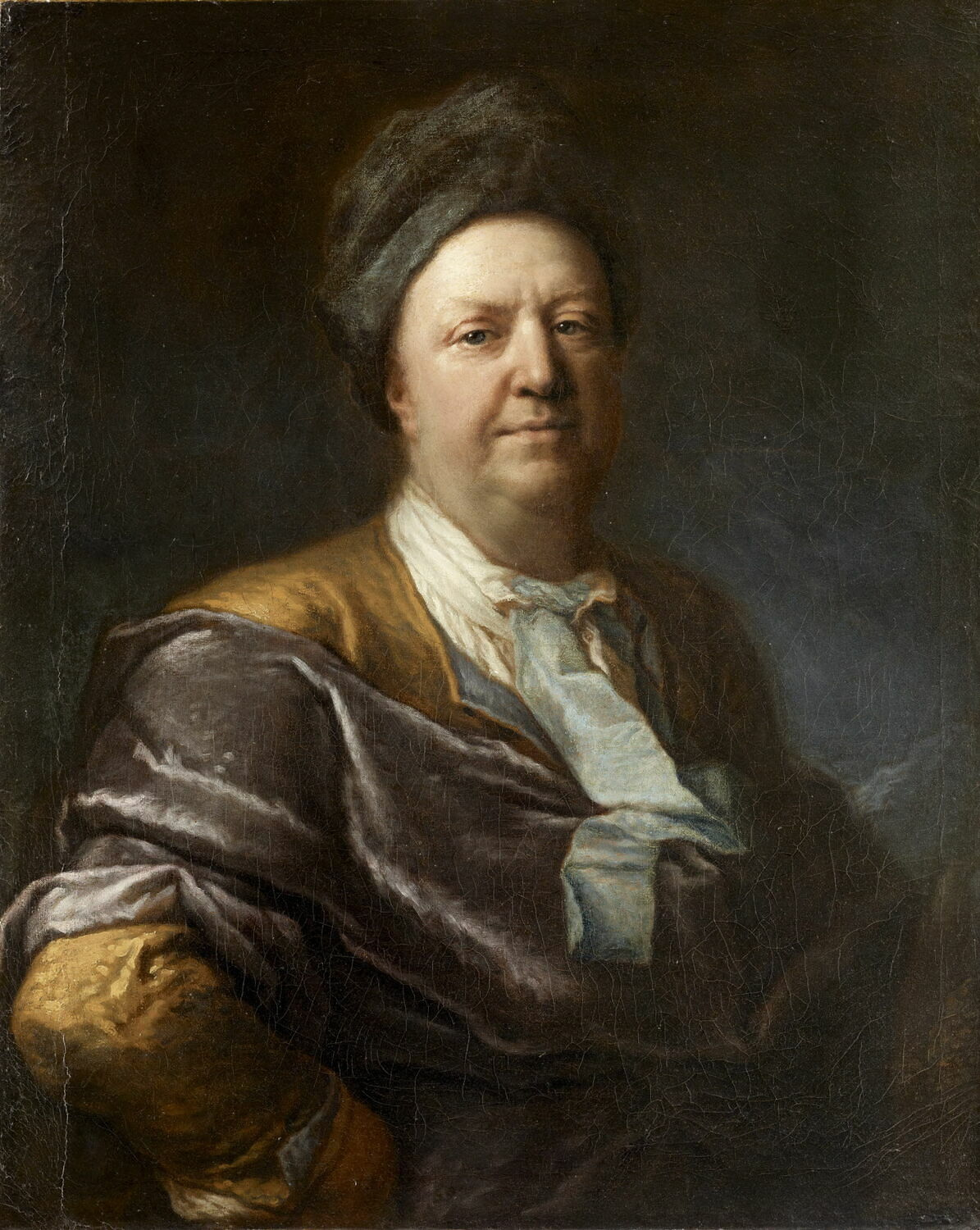
Selbstbildnis von Louis Elle d. Jüngeren, ca. 1700, Öl auf Leinwand, Musée des beaux-arts de Pau

Louis Elle, gen. Ferdinand der Jüngere („Ferdinand fils“ oder „le jeune“; Nachname auch: Helle oder Elie; * 1648 in Paris; † 5. September 1717 in Rennes oder Paris), war ein französischer Maler und Mitglied einer bekannten Künstlerfamilie. Er ist auch als Louis Ferdinand Elle d. J. bekannt, oder als Louis Elle Ferdinand III.

## Leben
Er war ein Sohn des erfolgreichen Porträtmalers Louis Elle des Älteren und dessen Frau Elisabeth d’Allemagne und hatte fünf Geschwister. Louis übernahm von seinem Vater und Großvater den Beinamen „Ferdinand“ mit dem Zusatz „fils“ (Sohn) oder „junior“.

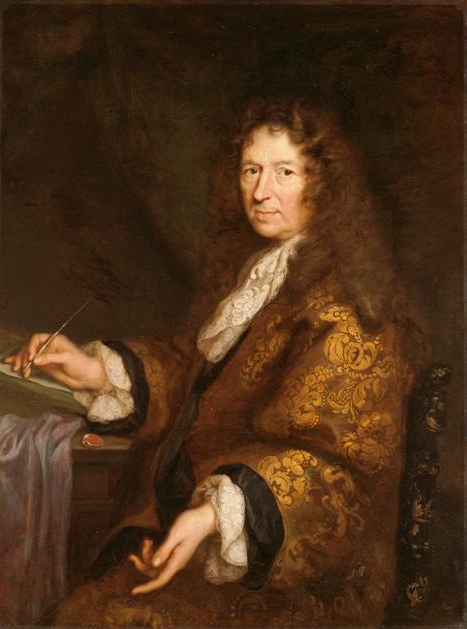
Samuel Bernard (1615–1687), 1681, Öl auf Leinwand, Schloss Versailles. Das Bild war ein Aufnahmestück für die Académie Royale de peinture.

Louis Elle d. J. war zweimal verheiratet, zuerst ab 1677 mit Jacqueline David, später mit Jacqueline Deglatinays.
Die Malerei erlernte er bei seinem Vater und an der Académie Royale de peinture et de sculpture, die ihn am 28. März 1676 als „agrée“ akzeptierte. Eigentliches Mitglied wurde er erst fünf Jahre später, am 1. August 1681. Seine Aufnahmestücke waren die beiden Porträts von Samuel Bernard (siehe Abb.) und Thomas Regnaudin, die sich heute im Museum von Schloss Versailles befinden. Jedoch wurde er im Zuge anti-hugenottischer Maßnahmen bereits zweieinhalb Monate später, am 18. Oktober, wieder aus der Académie ausgeschlossen, weil er Protestant war – acht Tage, nachdem seinen Vater dasselbe Schicksal ereilt hatte.
Die Elles ließen sich von diesen Repressalien zunächst anscheinend nicht einschüchtern. Nach der Aufhebung des Edikts von Nantes durch Ludwig XIV. im Jahr 1685 eskalierte die Situation jedoch und Louis Elle d. J. wurde am 2. März 1686 gefangen genommen. Unter diesem Druck schwor er seinem protestantischen Glauben – wie zuvor auch sein Vater – ab und wurde schon am 30. desselben Monats wieder in der Académie aufgenommen.
Nach dem Tode seines Vaters (1689) verließ er irgendwann Paris und ging zunächst nach Nantes, wo er 1695 bei einer Kindstaufe nachgewiesen ist. Ab 1696 lebte er dann in Rennes. Als Grund für dieses freiwillige „Exil“ in der Provinz wird manchmal die starke Konkurrenz in der Hauptstadt durch die führenden Porträtmaler seiner Generation Hyacinthe Rigaud und Nicolas de Largillière vermutet.
Über seinen Sterbeort herrscht Uneinigkeit: laut Bénézit starb er in Rennes, laut Saur in Paris.

## Werk

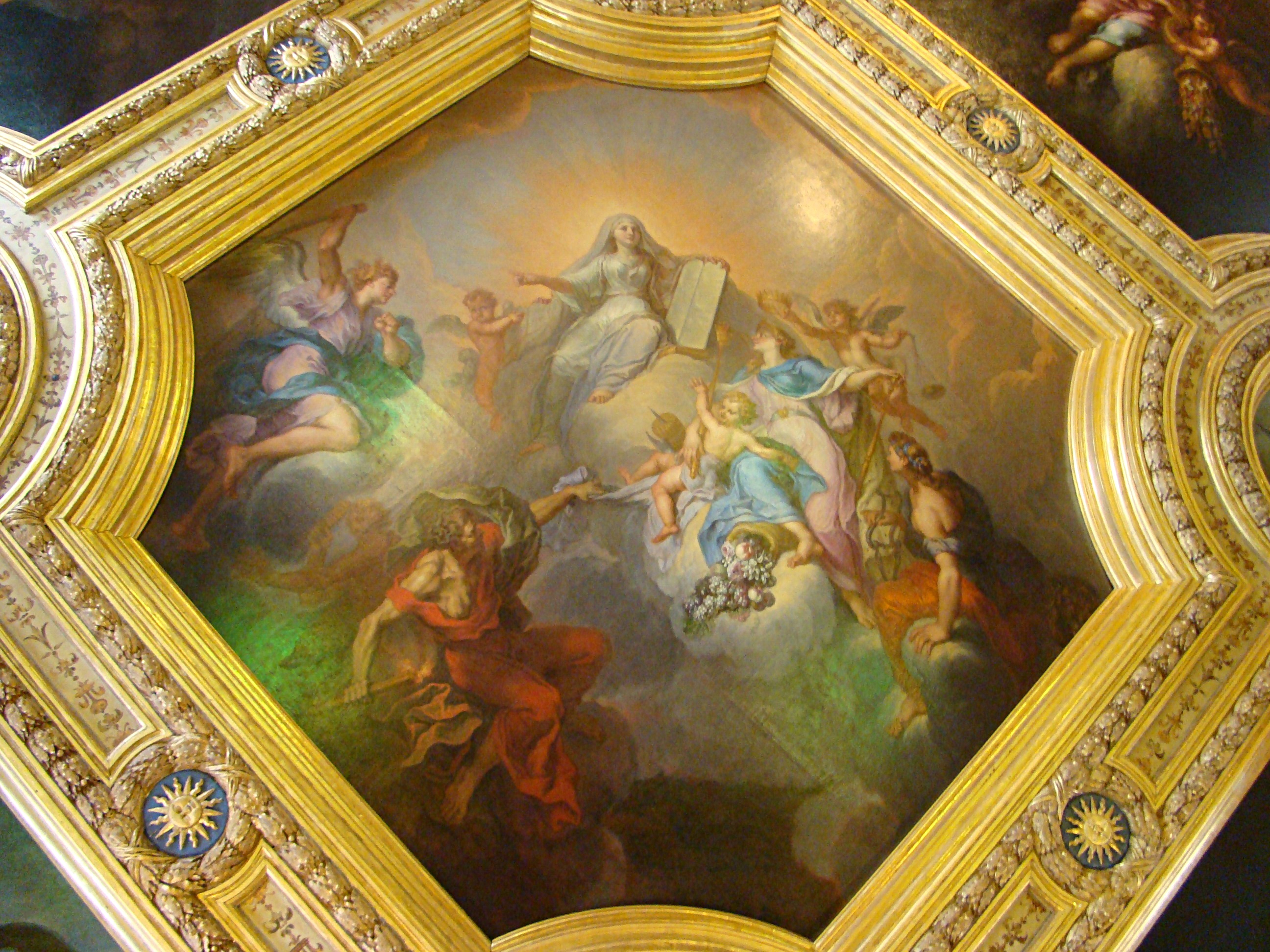
Justitia bittet die Religion um Hilfe, ca. 1706, Deckengemälde im Palais du parlement de Bretagne, Rennes

Louis Elle d. J. pflegte wie sein Vater und Großvater die Porträtmalerei, eine klare Unterscheidung vom Stil seines Vaters ist vor allem im Frühwerk bis etwa 1690 allerdings schwierig. Einige seiner Gemälde wurden von verschiedenen Kupferstechern gestochen und veröffentlicht: und zwar Bildnisse des Mathurin Savary (1683), des Denis Thierry (1690), von Anne Lefebvre und André Dacier, ein Porträt des Jean-Francois Lalouette und ein Porträt des Joseph Dominique gen. „Harlequin“.
Ein „mutmaßliches“ Selbstbildnis des Künstlers (um 1700) befindet sich im Musée des Beaux-Arts von Pau (siehe ganz oben).
Außerdem arbeitete er auch als Historienmaler. So schuf er im Auftrag des Parlaments von Rennes um 1706 in der Chambre des Enquêtes des Palais du parlement de Bretagne allegorische Deckengemälde in einem klassizistischen Stil, wo er sich durch Charles de la Fosse beeinflusst zeigt.

Es sind auch zwei religiöse Gemälde mit der Darstellung Mariae im Tempel und ein Christus am Kreuze (nach de la Fosse) erhalten (Musée des Beaux-Arts, Rennes).
Ein von Thieme-Becker genanntes Bild Ein Sohn Scaevas, von einem Dämon besessen (Kathedrale Notre-Dame, Rennes ?) ist in Wirklichkeit kein Werk Louis Elles d. J., sondern von Matthieu Elias.
Des Weiteren sind einige Rötelzeichnungen erhalten.

## Literatur

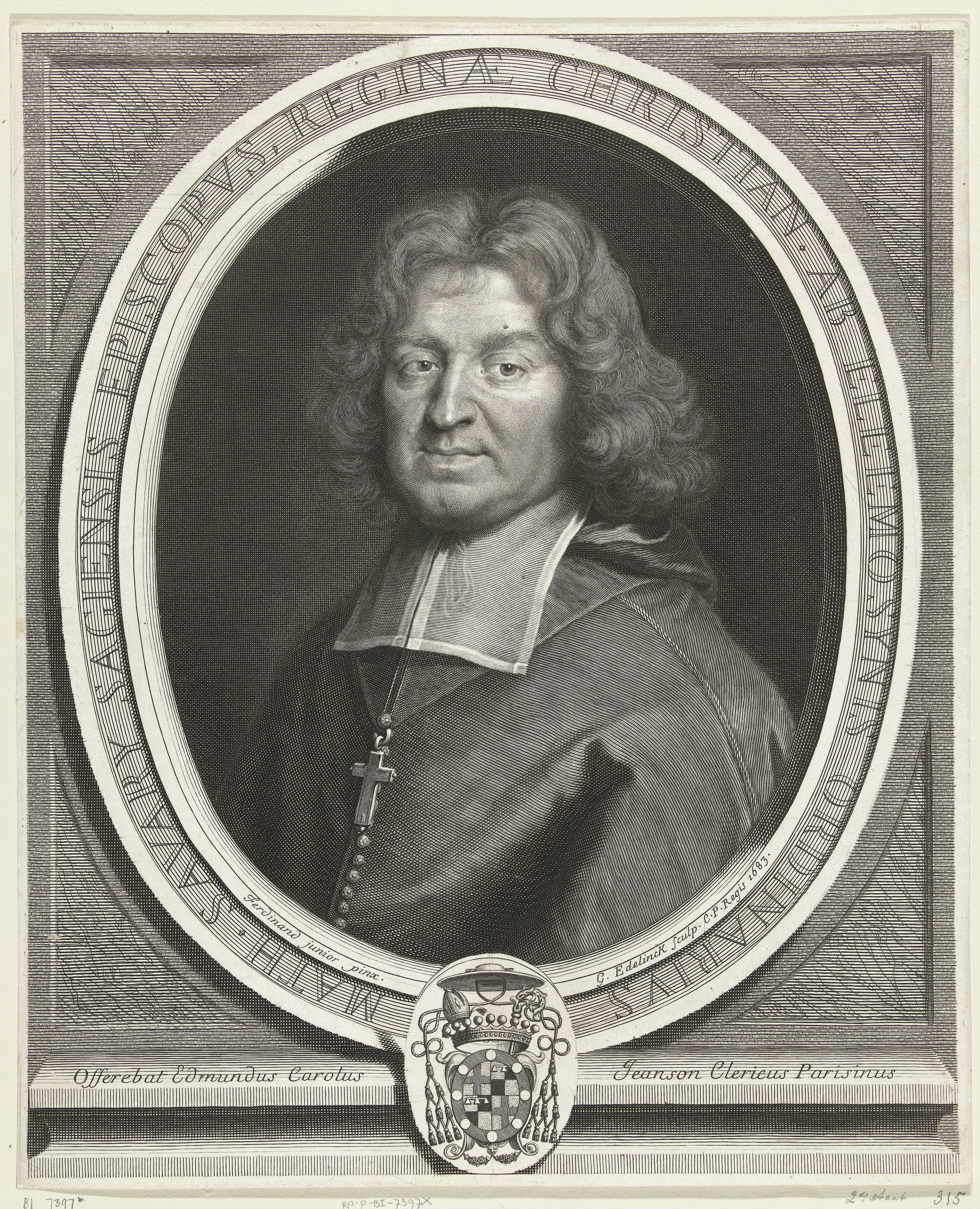
Porträt des Mathurin Savary, 1683, Kupferstich nach einem Ölgemälde von Louis Elle d. J.